# Hapeville
Hapeville è una città degli Stati Uniti d'America, situata nello Stato della Georgia e in particolare nella contea di Fulton. Si tratta di un piccolo sobborgo di Atlanta.